# Sinogomphus flavolimbatus
Sinogomphus flavolimbatus är en trollsländeart som först beskrevs av Matsumura 1926.  Sinogomphus flavolimbatus ingår i släktet Sinogomphus och familjen flodtrollsländor. Inga underarter finns listade i Catalogue of Life.